# Xanthesma federalis
Xanthesma federalis är en biart som först beskrevs av Michener 1965.  Xanthesma federalis ingår i släktet Xanthesma och familjen korttungebin. Inga underarter finns listade i Catalogue of Life.

## Bildgalleri

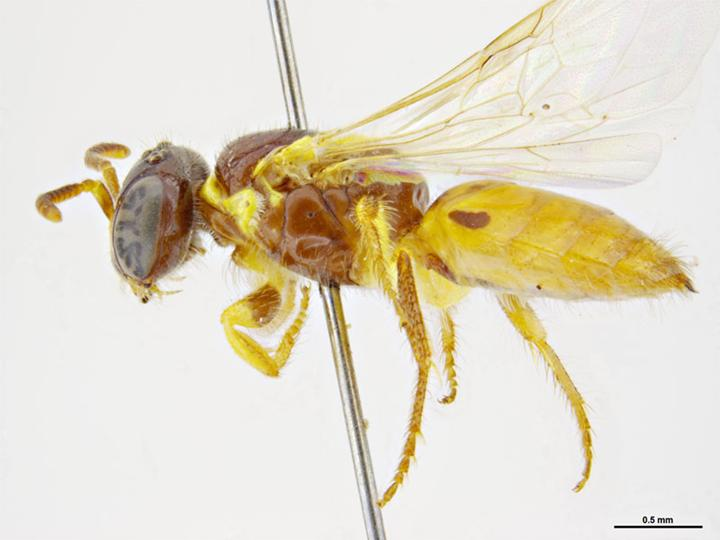